# Akademia Leona Koźmińskiego w Warszawie

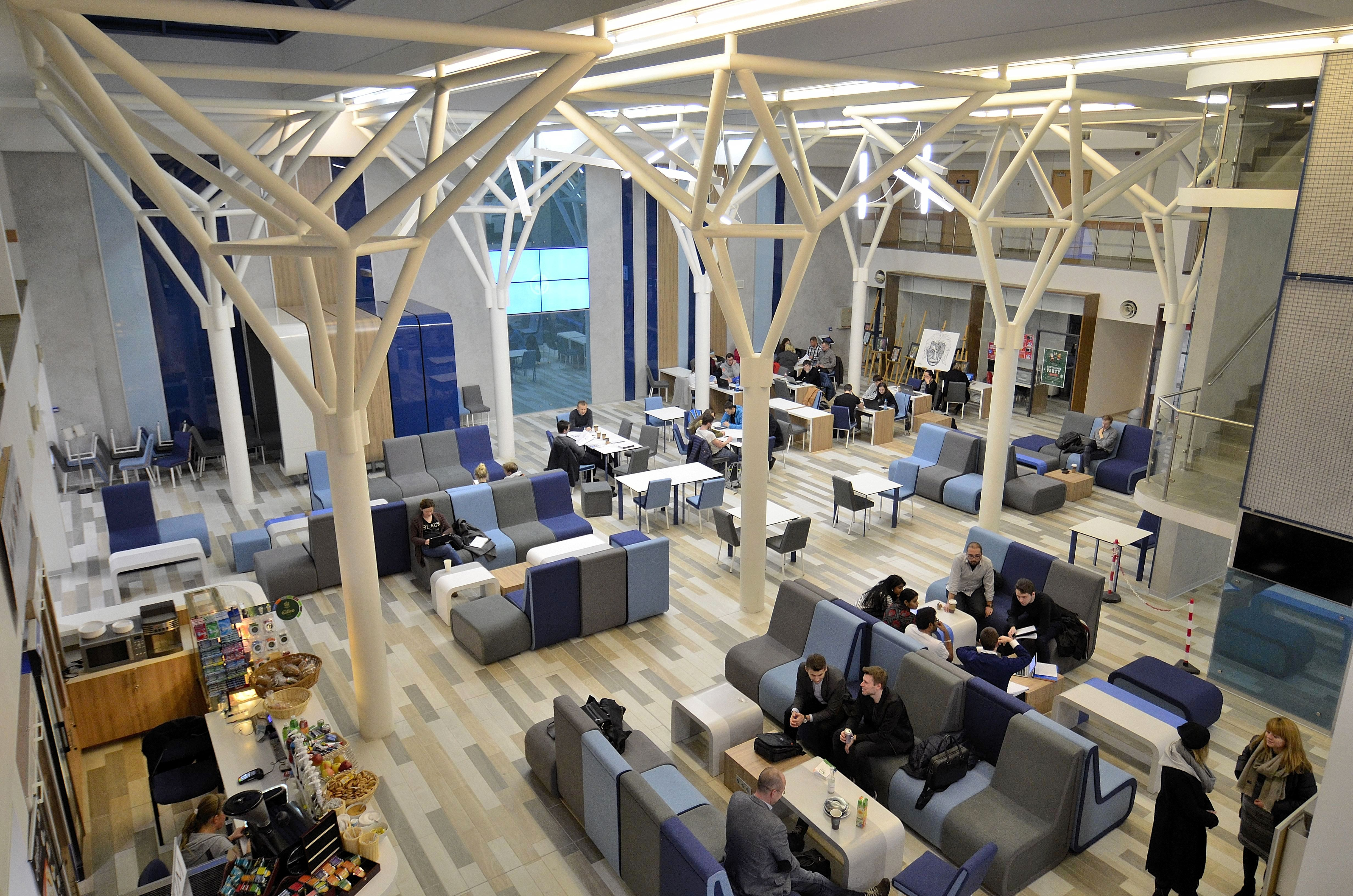
Atrium w budynku D

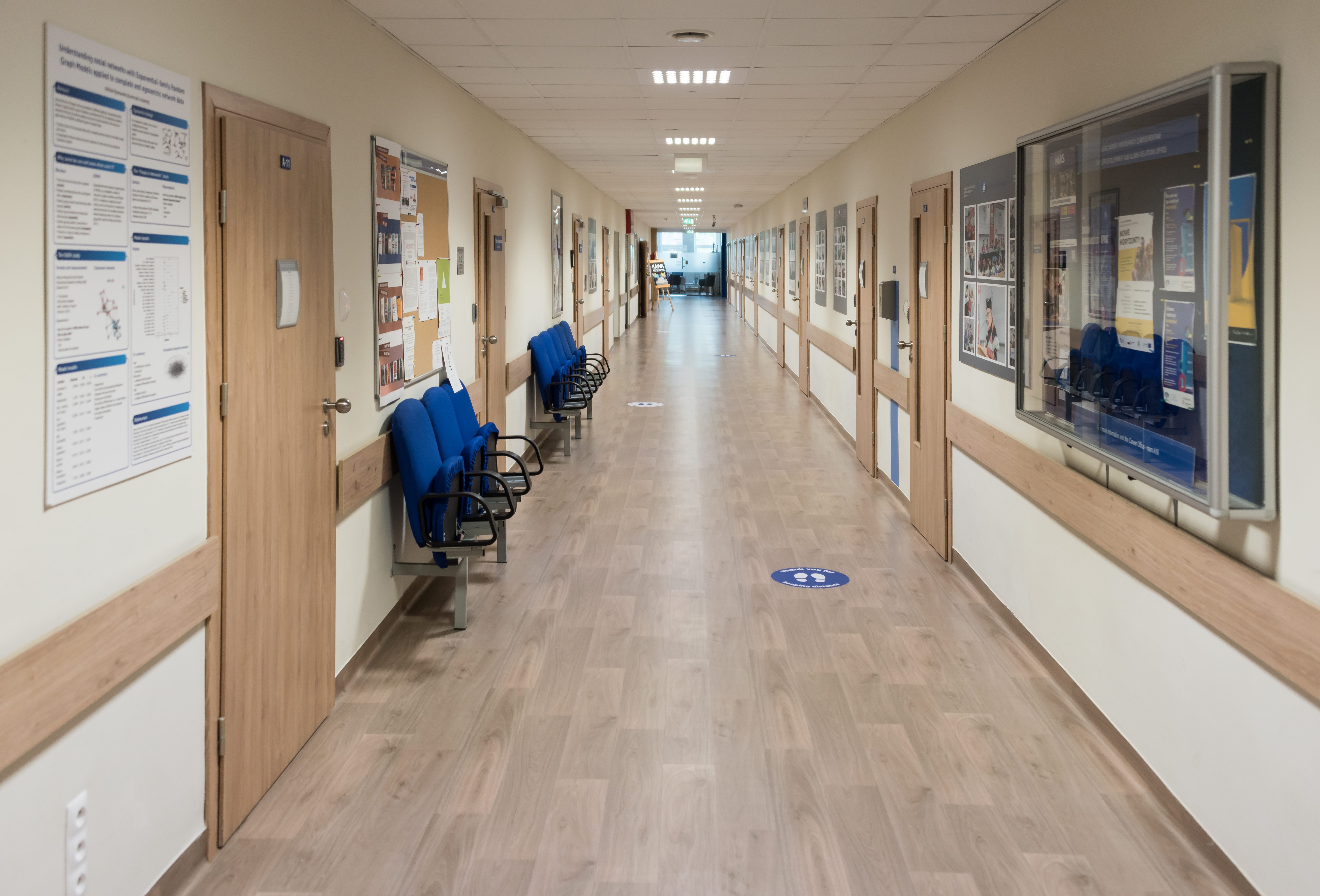
Korytarz w budynku A

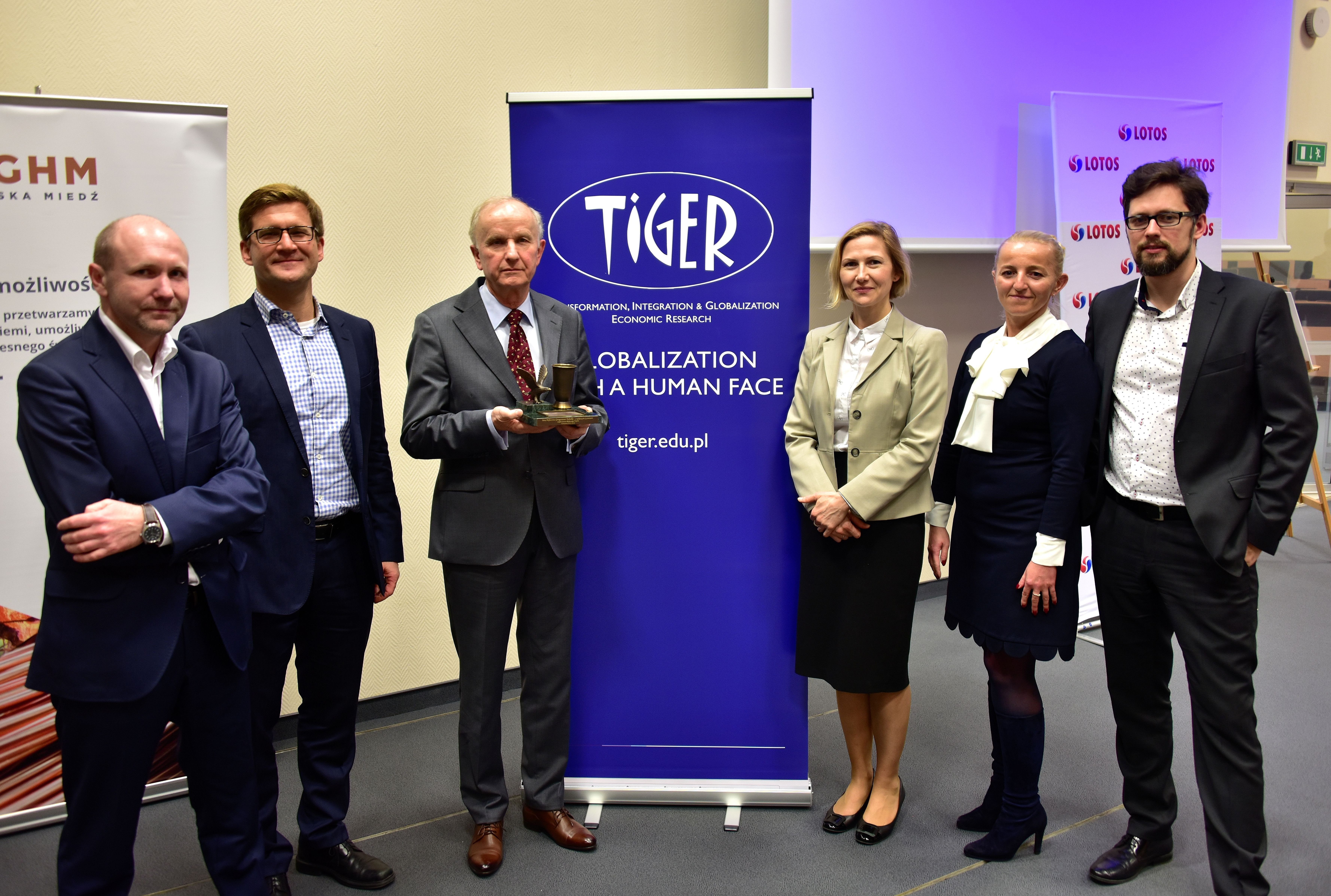
Pracownicy Centrum Badawczego Transformacji, Integracji i Globalizacji TIGER działającego przy uczelni. Stoją od lewej: Jacek Tomkiewicz, Marcin Piątkowski, Grzegorz Kołodko, Małgorzata Runiewicz-Wardyn, Marta Postuła i Grzegorz Malinowski

Akademia Leona Koźmińskiego w Warszawie (w skrócie ALK) – polska niepubliczna uczelnia akademicka z siedzibą w Warszawie, założona w 1993 r., specjalizująca się w dziedzinie nauk społecznych w dyscyplinach: ekonomia i finanse, nauki o zarządzaniu i jakości oraz nauki prawne. Według rankingu „Financial Times” – European Business Schools Ranking – jest liderem kształcenia biznesowego w Europie Środkowo-Wschodniej. Posiada trzy międzynarodowe akredytacje: AACSB, AMBA i EQUIS, tworzące tzw. potrójną koronę akredytacyjną Triple Crown Accreditation.
Akademia Leona Koźmińskiego uzyskała uprawnienia do nadawania stopnia doktora w pięciu obszarach: zarządzanie, ekonomia, prawo, finanse i socjologia, a także uprawnienia do nadawania stopnia doktora habilitowanego w obszarach: zarządzanie, ekonomia i prawo.
Uczelnia posiada wyróżnienie Polskiej Komisji Akredytacyjnej dla czterech kierunków: zarządzanie, finanse i rachunkowość, prawo i administracja.
W ALK kształci się ponad 8000 osób. Uczelnia prowadzi studia licencjackie i magisterskie, szkołę doktorską, a także studia podyplomowe, w tym programy MBA, w języku polskim i angielskim.

## Historia i wydarzenia
W latach 1993–2008 uczelnia nosiła nazwę Wyższa Szkoła Przedsiębiorczości i Zarządzania im. Leona Koźmińskiego, a w sierpniu 2008 r. – decyzją Ministra Nauki i Szkolnictwa Wyższego – uzyskała nazwę Akademia Leona Koźmińskiego.
- Marzec 1993 – Minister Edukacji Narodowej wpisał Wyższą Szkołę Przedsiębiorczości i Zarządzania do rejestru niepaństwowych szkół wyższych
- Październik 1993 – uprawnienia do kształcenia na studiach licencjackich na kierunku zarządzanie i marketing
- 1996 – uprawnienia do prowadzenia jednolitych i uzupełniających studiów magisterskich na kierunku zarządzanie i marketing
- 1997 – uprawnienia do prowadzenia studiów licencjackich na kierunku finanse i bankowość
- 1998 – decyzja o uruchomieniu nowego kierunku studiów: administracja. Centralna Komisja do Spraw Tytułu Naukowego i Stopni Naukowych przyznała uczelni uprawnienia do nadawania stopnia doktora nauk ekonomicznych w zakresie nauk o zarządzaniu
- 1999 – Europejska Fundacja Rozwoju Zarządzania (EFMD) przyznała Uczelni Koźmińskiego akredytację EQUIS – European Quality Improvement (Europejski System Doskonalenia Jakości)
- 2000 – decyzją Prezydium Konferencji Rektorów Akademickich Szkół Polskich szkoła uzyskała status uczelni członkowskiej KRASP, jako jedynej niepublicznej w tym gronie
- 2001 – uprawnienia do prowadzenia pięcioletnich studiów magisterskich na kierunku prawo oraz do prowadzenia studiów magisterskich na kierunku finanse i bankowość
- 2001 – przyznanie akredytacji oceniającej profesjonalizm instytucji przez Central and East European Management Development Association (IQA CEEMAN)
- 2002 – uprawnienia do prowadzenia studiów magisterskich na kierunku administracja
- 2003 – uprawnienia do prowadzenia wyższych studiów zawodowych na kierunku socjologia. Decyzją Centralnej Komisji do Spraw Stopni i Tytułów Wyższa Szkoła Przedsiębiorczości i Zarządzania im. Leona Koźmińskiego uzyskała uprawnienia do nadawania stopnia naukowego doktora habilitowanego nauk ekonomicznych w dyscyplinie nauk o zarządzaniu
- 2004 – na kierunku zarządzanie i marketing uruchomiono nowa specjalność: psychologia w zarządzaniu. Uczelnia Koźmińskiego uruchamia studia doktoranckie w zakresie zarządzania. Ruszył nowy kierunek: europeistyka. Odbyło się pierwsze kolokwium habilitacyjne w historii uczelni
- 2005 – uczelnia uzyskała potwierdzenie bezwarunkowego nadania akredytacji EQUIS – Europejskiego Systemu Doskonalenia Jakości
- 2006 – uroczystość nadania prof. Witoldowi Kieżunowi doktoratu honoris causa Wyższej Szkoły Przedsiębiorczości i Zarządzania im. Leona Koźmińskiego (pierwszy w Polsce doktorat honoris causa nadany przez uczelnię niepubliczną)
- 2007 – uczelnia przystąpiła do Global Compact – programu Organizacji Narodów Zjednoczonych
- 2008 – Centralna Komisja ds. Stopni i Tytułów podjęła decyzję o przyznaniu Wyższej Szkole Przedsiębiorczości i Zarządzania im. Leona Koźmińskiego uprawnień do nadawania stopnia naukowego doktora nauk w dyscyplinie ekonomia. Uczelnia uzyskała akredytację AMBA dla programów MBA. Minister nauki i szkolnictwa wyższego nadał uczelni uprawnienia do prowadzenia studiów II stopnia na kierunku socjologia oraz zmienił nazwę uczelni na Akademię Leona Koźmińskiego (ALK)
- 2009 – ALK uzyskała uprawnienia do prowadzenia studiów I i II stopnia na kierunku ekonomia. Centralna Komisja ds. Stopni i Tytułów podjęła decyzję o przyznaniu Akademii Leona Koźmińskiego uprawnień do nadawania stopnia doktora nauk prawnych w dyscyplinie prawo
- 2010 – rektor, prof. Andrzej Koźmiński otrzymał od minister nauki i szkolnictwa wyższego, prof. Barbary Kudryckiej statuetkę „Oskara” jako wyraz uznania za wybitne osiągnięcia uczelni. Akademia ponownie otrzymała ocenę wyróżniającą Państwowej Komisji Akredytacyjnej za kształcenie na kierunku zarządzanie
- 2011 – rektorem uczelni został dr hab. Witold Bielecki. Prof. Andrzej Koźmiński, założyciel i długoletni rektor uczelni, objął stanowisko prezydenta ALK. W rankingu najlepszych na świecie programów magisterskich z finansów, publikowanego przez „Financial Times”, akademia zajęła 22. miejsce jako jedyna w rankingu uczelnia z Europy Środkowo-Wschodniej oraz zajęła 35. miejsce w światowym rankingu kierunków magisterskich z zarządzania, publikowanym przez „Financial Times”, wyprzedzając ponownie wszystkie uczelnie biznesowe z Polski i z Europy Środkowo-Wschodniej. ALK otrzymała uprawnienia do nadawania stopnia doktora habilitowanego w dyscyplinie ekonomia
- 2013 – uzyskanie uprawnień do nadawania stopnia doktora w dyscyplinie finanse
- 2014 – Akademia Leona Koźmińskiego otrzymała wyróżnienie za program wymiany akademickiej Erasmus w kategorii instytucjonalnej w konkursie EDUinspiracje
- 2015 – Uniwersytet Szczeciński nadał tytuł doktora honoris causa profesorowi Andrzejowi Koźmińskiemu, prezydentowi Akademii Leona Koźmińskiego. ALK nawiązała strategiczną współpracę z najstarszą na świecie szkołą biznesu ESCP Europe z Paryża, wysoko notowaną w rankingach „Financial Times” (12. miejsce). W rankingu programów MBA opublikowanym przez tygodnik „Wprost”, zwyciężył Executive MBA Akademii Leona Koźmińskiego. Prof. Dariusz Jemielniak wszedł w skład rady powierniczej fundacji Wikimedia
- 2016 – Centralna Komisja do Spraw Stopni i Tytułów podjęła decyzję o przyznaniu ALK uprawnień do nadawania stopnia doktora habilitowanego nauk prawnych w dyscyplinie prawo. Naukowcy ALK stworzyli Indeks Zrównoważonego Rozwoju pozwalający ocenić poziom i stopień zrównoważenia rozwoju społeczno-ekonomicznego Polski, a także przygotować prognozę na kilka kolejnych lat[8]. Prof. Andrzej Koźmiński, prezydent ALK, otrzymał statuetkę Wektora organizacji pracodawców w Polsce Pracodawcy RP za stworzenie jednego z najważniejszych ośrodków akademickich w Polsce oraz za zbudowanie modelowej współpracy pomiędzy środowiskami nauki i biznesu[9]
- 2017 – Prezydent ALK prof. Andrzej Koźmiński odebrał w Paryżu tytuł doktora honoris causa ESCP Europe, najstarszej na świecie uczelni biznesowej. ALK przeszła pomyślnie proces reakredytacji AACSB. Uczelnia podpisała porozumienie z CIMA, dzięki któremu studenci finansów i rachunkowości ALK mają możliwość uzyskania międzynarodowego dyplomu z rachunkowości zarządczej
- 2018 – Polska Komisja Akredytacyjna przyznała ALK ocenę wyróżniającą za kształcenie na kierunku finanse i rachunkowość. Profesor Edward C. Prescott, laureat Nagrody Banku Szwecji im. Alfreda Nobla w dziedzinie ekonomii w 2004 r., został doktorem honoris causa ALK. Program Master in Finance and Accounting ALK uzyskał akredytację ACCA
- 2019 – Polska Komisja Akredytacyjna przyznała uczelni po raz trzeci ocenę wyróżniającą dla kierunku zarządzanie. W ALK powstało Laboratorium Bloomberga. Dzięki temu studenci mogą pracować w oparciu o rzeczywiste analizy, wskaźniki i informacje ze wszystkich rynków finansowych na świecie. Powołane w Paryżu konsorcjum z udziałem ESCP Europe, Akademii Leona Koźmińskiego oraz czterech innych czołowych uczelni biznesowych ogłosiło projekt EU4E – utworzenie Uniwersytetu Europejskiego, którego celem jest nauczanie przedsiębiorczości[10]
- 2020 – Rektorem uczelni został prof. dr hab. Grzegorz Mazurek, który wcześniej pełnił rolę Prorektora ds. Współpracy Zagranicznej
- 2024 – Dnia 25 marca 2024 r. prof. dr hab. Grzegorz Mazurek został jednomyślnie wybrany na Rektora Akademii Leona Koźmińskiego na kadencję 2024-2028.

## Program dydaktyczny
Pierwsza szkoła wyższa w Europie Środkowo-Wschodniej, która uzyskała akredytację EQUIS. Od 2008 r. jako jedna ze 170 szkół biznesu na świecie posiada także akredytację AMBA, a od 2011 r. akredytację AACSB. Od 2001 roku uczelnia posiada także akredytację Central and East European Management Development Association (IQUA). W 2004 r., jako jedyna uczelnia w Polsce, otrzymała ocenę wyróżniającą od Państwowej Komisji Akredytacyjnej za kształcenie na kierunku zarządzanie i marketing, wyprzedzając uniwersytety państwowe i akademie ekonomiczne. Jako jedyna w Polsce uczelnia niepubliczna ma uprawnienia do nadawania stopnia doktora habilitowanego w dyscyplinie nauk o zarządzaniu. W 2009 r., jako jedyna polska szkoła wyższa, znalazła się w trzech rankingach edukacyjnych „Financial Times”.

### Rodzaje i kierunki studiów
- Studia licencjackie i magisterskie: zarządzanie, finanse i rachunkowość, ekonomia, prawo pracy, administracja
- Studia jednolite magisterskie: prawo
- Studia w języku angielskim na kierunkach: zarządzanie, finanse i rachunkowość, ekonomia
- Szkoła doktorska i seminaria doktorskie
- Studia podyplomowe i MBA

Studenci uczą się języków: angielskiego, niemieckiego, francuskiego, hiszpańskiego, rosyjskiego i chińskiego.

## Władze uczelni
- Rektor: prof. dr hab. Grzegorz Mazurek
- Prezydent: prof. ALK dr hab. Witold Bielecki
- Honorowy Prezydent: prof. dr hab. Andrzej Koźmiński
- Prorektor ds. badań naukowych i rozwoju kadry: prof. ALK dr hab. Paweł Korzyński
- Prorektor ds. studentów i jakości kształcenia: prof. ALK dr. Jolanta Tkaczyk
- Prorektor ds. współpracy międzynarodowej i ESR: prof. ALK dr hab.
- Prorektor ds. współpracy z otoczeniem: prof. ALK dr hab. Bartłomiej Nowak
- Prorektorka ds. innowacji: prof. ALK dr hab. Aleksandra Przegalińska
- Dziekan Kolegium Zarządzania: prof. ALK dr hab. Mariola Ciszewska-Mlinarič
- Dziekan Kolegium Finansów i Ekonomii: prof. ALK dr hab. Jacek Tomkiewicz
- Dziekan Kolegium Prawa: prof. ALK dr hab. Bartłomiej Nowak[13]

## Struktura
Uczelnia jest bezwydziałowa i prowadzi działalność w ramach następujących katedr:
- Katedra Administracji i Prawa Administracyjnego: prof. dr hab. Wojciech Góralczyk – kierownik katedry
- Katedra Bankowości, Ubezpieczeń i Ryzyka: dr hab. prof. ALK Tadeusz Winkler-Drews – kierownik katedry
- Katedra Ekonomii: prof. dr hab. Adam Noga – kierownik katedry
- Katedra Finansów: dr hab. prof. ALK Paweł Mielcarz – kierownik katedry
- Katedra Marketingu: prof. dr hab. Lechosław Garbarski – kierownik katedry
- Katedra Metod Ilościowych i Zastosowań Informatyki: dr hab. prof. ALK Witold Bielecki – kierownik katedry
- Katedra Nauk Społecznych: dr hab. prof. ALK Gavin Rae – kierownik katedry
- Katedra Prawa Administracyjnego i Publicznego Gospodarczego: dr hab. prof. ALK Waldemar Hoff – kierownik katedry
- Katedra Prawa Cywilnego: dr hab. prof. ALK Przemysław Drapała – kierownik katedry
- Katedra Prawa Karnego: dr hab. prof. ALK Monika Całkiewicz – kierownik katedry
- Katedra Prawa Międzynarodowego i Prawa UE: prof. dr hab. Jan Barcz – kierownik katedry
- Katedra Przedsiębiorczości i Etyki w Biznesie: dr hab. prof. ALK Izabela Koładkiewicz – kierownik katedry
- Katedra Psychologii Ekonomicznej: dr Łukasz Markiewicz – kierownik katedry
- Katedra Rachunkowości: prof. dr hab. Dorota Dobija – kierownik katedry
- Katedra Strategii: prof. dr hab. Krzysztof Obłój – kierownik katedry
- Katedra Teorii, Filozofii i Historii Prawa: prof. dr hab. Jolanta Jabłońska-Bonca – kierownik katedry
- Katedra Zarządzania: prof. dr hab. Dominika Latusek-Jurczak – kierownik katedry
- Katedra Zarządzania w Społeczeństwie Sieciowym: prof. dr hab. Dariusz Jemielniak – kierownik katedry
- Katedra Zarządzania Zasobami Ludzkimi: dr hab. prof. ALK Paweł Korzyński – kierownik katedry
- Zakład Ekonomicznych Analiz Empirycznych – dr hab. prof. ALK Aneta Hryckiewicz-Gontarczyk – kierownik zakładu
- Zakład Ekonomiki Zdrowia i Zarządzania Opieką Zdrowotną – dr hab. prof. ALK Katarzyna Kolasa – kierownik katedry
- Zakład Prawa Finansowego i Podatkowego: dr hab. prof. ALK Artur Mudrecki – kierownik zakładu
- Zakład Prawa Konstytucyjnego: prof. dr hab. Jan Wawrzyniak – kierownik zakładu
- Zakład Prawa Pracy: dr hab. prof. ALK Monika Latos-Miłkowska – kierownik katedry

Centra Badawcze Akademii Leona Koźmińskiego:
- Centrum Analiz Systemu Finansowego: dr hab. prof. ALK Aneta Hryckiewicz-Gontarczyk – dyrektor centrum
- Centrum Badań nad VAT-em: dr hab. prof. ALK Artur Mudrecki – dyrektor centrum
- Centrum Badań Organizacji (CROW)[5]: prof. dr hab. Dariusz Jemielniak – dyrektor centrum
- Centrum Badań Przedsiębiorczości Pozytywnego Wpływu: dr hab. prof. ALK Bolesław Rok – dyrektor centrum
- Centrum Badań nad Zarządzaniem Publicznym (PUMA): dr hab. prof. ALK Giuseppe Grossi – dyrektor centrum
- Centrum Badawcze Innowacyjnych Teorii Wzrostu: dr hab. prof. ALK Mariola Ciszewska-Mlinarič, dyrektor centrum
- Centrum Badawcze Kobiety w Organizacjach: dr Anna Górska – dyrektor centrum
- Centrum Badań Transformacji Cyfrowej – CYBERMAN[4]: prof. dr hab. Grzegorz Mazurek – dyrektor centrum
- Centrum Badawcze Transformacji, Integracji i Globalizacji TIGER[14]: prof. dr hab. Grzegorz Kołodko – dyrektor centrum
- Centrum Coachingu i Mentoringu: dr Lidia Czarkowska – dyrektor centrum
- Centrum Etyki Biznesu i Innowacji Społecznych – dyrektor prof. dr hab. Bolesław Rok, dyrektor honorowy prof. dr hab. Wojciech W. Gasparski
- Centrum Logistyki: dr prof. ALK Mirosław Antonowicz – dyrektor centrum
- Centrum Przedsiębiorczości: prof. dr hab. Jerzy Cieślik – dyrektor centrum
- Centrum Psychologii Ekonomicznej i Badań Decyzji: prof. dr hab. Tadeusz Tyszka – dyrektor centrum
- Centrum Socjologii Empirycznej: prof. dr hab. Krzysztof Zagórski – dyrektor centrum
- Centrum Studiów Kosmicznych: dr hab. prof. ALK Katarzyna Malinowska – dyrektor centrum
- Centrum Studiów nad Zaufaniem: prof. dr hab. Dominika Latusek-Jurczak – dyrektor centrum
- Centrum Zrównoważonego Rozwoju: dr Anna Czarczyńska – dyrektor centrum
- Prawnicze Interdyscyplinarne Centrum Badawcze ALK: prof. dr hab. Jolanta Jabłońska-Bonca – dyrektor centrum

## Akredytacje i rankingi
Od 2009 r. Akademia Leona Koźmińskiego znajduje się wśród najlepszych uczelni biznesowych na świecie, uwzględnionych w rankingach Financial Times. Uczelnia posiada najważniejsze akredytacje międzynarodowe AACSB, AMBA i EQUIS i CEEMAN.

### Ranking „Financial Times”
- 45. miejsce wśród European Business Schools w 2020 r.[15]
- 21. miejsce w rankingu Masters in Finance w 2021 r.[16]
- 59. miejsce w rankingu Master in Management w 2021 r.[17]
- 54. w rankingu studiów Executive MBA w 2021 r.[18]

### Rankingi polskie
Uczelnia zajmuje pierwsze miejsce w rankingu „Perspektyw”, klasyfikującym polskie uczelnie ekonomiczne. Nieprzerwanie od 2000 r. jest liderem wśród uczelni niepublicznych. W obszarze „prestiż akademicki” zajmuje 4. miejsce w Polsce, ustępując tylko Uniwersytetowi Jagiellońskiemu, Uniwersytetowi Warszawskiemu i Uniwersytetowi im. Adama Mickiewicza w Poznaniu. Pod względem umiędzynarodowienia zajmuje trzecie miejsce w Polsce. Studiuje tu 1500 cudzoziemców z 70 krajów, którzy stanowią jedną trzecią wszystkich studentów stacjonarnych.

## Współpraca
Akademia Leona Koźmińskiego podpisała z zagranicznymi partnerami ponad 200 umów. Dotyczą one współpracy w zakresie wspólnych programów i projektów, badań, wymiany doświadczeń i publikacji oraz wymiany wykładowców i studentów.
Są to m.in. BI Norwegian Business School, Norwegia; European Business School, Niemcy; Grenoble Graduate School of Business, Francja; Hong Kong University of Science and Technology (HKUST), Hongkong; Nagoya University of Commerce and Business, Japonia; Pontifícia Universidade Católica de São Paulo, Brazylia; Skema, Francja; Stockholm Business School, Szwecja; University College London, Wielka Brytania; University of Exeter, Wielka Brytania; University of Bradford, Wielka Brytania; Universität Mannheim, Niemcy; University of Michigan – Flint, USA; Universität Zürich, Szwajcaria; Wirtschaftsuniversität Wien, Austria, oraz wiele innych.
Akademia stowarzyszona jest również w: CEEMAN, Socrates-Erasmus, KRASP, European University Association (EUA), The Global Compact, PRIME, AIDA, European Law Faculties Association i IALS.

## Kampus uczelni
Uczelnia mieści się przy ul. Jagiellońskiej 57/59 na warszawskiej Pradze-Północ, w rozbudowanym kompleksie budynków dawnego Zakładu Opracowań i Produkcji Aparatury Naukowej „Zopan”.
Uczelnia obejmuje kompleks 4 budynków (A, B, C, D) o łącznej powierzchni ok. 21 000 m². Szkoła posiada 6 dużych audytoriów (od 100 do 200 osób), a także 26 sal lekcyjnych (od 50 do 100 osób) oraz 24 sal warsztatowych (do 50 osób) wyposażonych w sprzęt audio-wideo. W budynku znajduje się dwupoziomowa biblioteka o powierzchni 1600 m², z otwartym dostępem do księgozbioru i stanowiskami komputerowymi do pracy własnej oraz pomieszczeniami do pracy indywidualnej i zespołowej, wyposażonymi również w komputery oraz sprzęt audiowizualny do prezentacji zbiorów biblioteki multimedialnej.
Uczelnia jest właścicielem obiektów sportowych: 3 boisk, 2 sal sportowych (o powierzchni 223 m² oraz 285 m²) oraz siłowni. Na terenie uczelni znajdują się 3 bary i 2 kawiarnie dostępne dla wykładowców i studentów, księgarnia, 2 punkty ksero, poczta.

## Wydawnictwa
Uczelnia jest wydawcą i współwydawcą siedmiu czasopism naukowych, m.in. kwartalników Central European Management Journal i Krytyka Prawa oraz półrocznika Decyzje.